# Acmaeodera cylindrica
Acmaeodera cylindrica es una especie de escarabajo del género Acmaeodera, familia Buprestidae. Fue descrita científicamente por Fabricius en 1775.
Esta especie se encuentra en el continente asiático.